# Língua dhao
A língua Dhao, mais conhecida por seu nome na língua roti, Ndao (Ndaonesa, Ndaundau), é a língua da ilha Ndao, nas  Pequenas Ilhas da Sonda, Indonésia. É tradicionalmente classificada como uma língua Sumba das línguas austronésias, podendo ser ainda uma língua papua, portanto não-austronésia. Já foi considerada como um dialeto da língua hawu, mas não há inteligibilidade entre elas..

## Escrita
A língua Dhao usa uma forma do alfabeto latino com as vogais A, E, È, I, O, U e as consoantes B. B’, Bh, C, D, D’, F, G, G’, H, J, J’, K, L, M, N, Ny, Ng, P, R, S, T, W, Y e o apóstrofo (‘).
f, q, v, w, x, y, z são usadas somente em palavras de origem estrangeira.

## Amostra de texto
Pai Nosso
Ama ètu sorga! Kolongara Ama dhu mola-mèci. Hudꞌi laa dhèu aaꞌi-aaꞌi, dedꞌe padedha-dedha kolongara Ama dhu kapai èèna. Hudꞌi laa Ama jꞌajꞌi Dhèu Aae mi dhèu aaꞌi-aaꞌi! Hudꞌi laa dhèu aaꞌi-aaꞌi, tao madhutu paredha Ama ètu rai-haha ne, nuka sèmi ana pajuu Ama, tao madhutu paredha Ama ètu sorga. Ama, hia la jiꞌi ngangaꞌa-nganginu dhu dꞌai bèli-bèli. Jiꞌi manèngi, ho Ama saku eele aaꞌi sasala-sasigo jiꞌi, nuka sèmi jiꞌi kahèi pabhèlu eele sasala dhèu dhu ra tao mi jiꞌi. Ama, jꞌaga la jiꞌi, sèna ka jiꞌi baku tao bhabhelu. Aa pakajꞌèu la jiꞌi nèti koasa nidhu. Te Ama ka Dhèu Aae dhu koasa kapai risi eele. Aa Ama ka dhu mèdꞌu paredha, toke dꞌai mia-mia laꞌe. Sabajꞌa jiꞌi dꞌai sange neꞌe ka, Ama. Amin.